# Orel
Orli (znanstveno ime Aquila) so rod ujed iz družine kraguljev (Accipitridae), v katerega uvrščamo 11 vrst:
- roparski orel (Aquila rapax)
- stepski orel (Aquila nipalensis)
- kraljevi orel (Aquila heliaca)
- kragulji orel (Aquila fasciata)
- planinski orel (Aquila chrysaetos) s podvrsto berkut
- repati orel (Aquila audax)
- španski kraljevi orel (Aquila adalberti)
- kafrski orel (Aquila verreauxii)
- Cassinov jastreb ali Cassinov orel (Aquila africana)
- Gurneyjev orel (Aquila gurneyi)

Razširjeni so večinoma po Starem svetu (Afrika, Azija in Evropa), le dve vrsti živita v Oceaniji, območje razširjenosti planinskega orla pa obsega tudi Severno Ameriko.